# Tiberio d'Assisi
Tiberio Ranieri di Diotallevi dit Tiberio d'Assisi (Assise, v. 1470 – 1524) est un peintre italien de la haute Renaissance.

## Biographie
Tiberio d'Assisi fut le disciple  du Pérugin, avec Pinturicchio et son concitadin Andrea Aloigi (dit L'Ingegno), et il suivit son maître quand il partit à Rome peindre à l'église Sainte-Marie-du-Peuple et dans les appartements du Vatican de 1485 à 1495.
Il peignit après 1495 comme peintre indépendant à la cathédrale de Pérouse, puis à Assise (fresques de la Portioncule, à Sainte-Marie-des-Anges), et dans de nombreuses églises ombriennes.

## Œuvres
- Fresques de la Portioncule, Sainte-Marie-des-Anges, Assise
- Madonna col Bambino e i santi Pietro e Bonaventura (Madonne à l'enfant Jésus, Saint Pierre et Saint Bonaventure), fresque, Museo civico, Montefalco.
- Madonna col Bambino e santi  dont Antonio abate, fresque, Stroncone.
- Madonna col Bambino e i santi Sebastiano e Rocco, chiesa della Madonna del Fosso, Pietrafitta
- Madonna col Bambino, chiesa di S. Croce, Bastia Umbra
- Madonna col Bambino, 41,5 × 32,5 cm, Altenburg.

## Sources
- (it) Cet article est partiellement ou en totalité issu de l’article de Wikipédia en italien intitulé « Tiberio d'Assisi » (voir la liste des auteurs).